# 3549 Hapke
3549 Hapke eller 1981 YH är en asteroid i huvudbältet som upptäcktes den 30 december 1981 av den amerikanske astronomen Edward L.G. Bowell vid Anderson Mesa Station. Den är uppkallad efter amerikanen Bruce W. Hapke.
Asteroiden har en diameter på ungefär 9 kilometer.